# (32815) 1991 GK1
1991 GK1 (asteroide 32815) é um asteroide da cintura principal. Possui uma excentricidade de 0.12721350 e uma inclinação de 3.35228º.
Este asteroide foi descoberto no dia 14 de abril de 1991 por Kin Endate e Kazuro Watanabe em Kitami.